# عصر اژدها: ریشه‌ها - بیداری
عصر اژدها: ریشه‌ها - بیداری (انگلیسی: Dragon Age: Origins – Awakening) یک بسته الحاقی برای بازی ویدئویی عصر اژدها: ریشه‌ها در سبک نقش‌آفرینی است که توسط الکترونیک آرتس در مارس ۲۰۱۰ برای پلت‌فرم‌های اکس‌باکس ۳۶۰، پلی‌استیشن ۳، مک‌اواس و مایکروسافت ویندوز منتشر شده‌است.

## بازتاب ها
| گردآورنده | امتیاز                              |
| --------- | ----------------------------------- |
| متاکریتیک | PC: ۸۲/۱۰۰ PS3: ۸۰/۱۰۰ X360: ۸۰/۱۰۰ |

| ناشر     | امتیاز |
| -------- | ------ |
| گیم‌اسپات | ۸.۰/۱۰ |
| آی‌جی‌ان   | ۸.۵/۱۰ |